# 이단젖힘
이단젖힘은 한차례 상대방의 돌을 젖히고 되젖힘을 받은 이후, 또 한번 젖히는 것이다. 단수를 허용하면서 결행하는 강력한 수법이다.